# Giampiero Marini
Giampiero Marini (ur. 25 lutego 1951 w Lodi) – włoski trener i piłkarz, pomocnik. Mistrz świata z roku 1982.
W latach 1975–1986 był piłkarzem Interu Mediolan. W 1980 został mistrzem Włoch, dwukrotnie wywalczył Puchar Włoch (1978, 1982). Wcześniej był piłkarzem Fanfulli, Varese, Regginy oraz Triestiny. W Serie A rozegrał 256 spotkań i strzelił 10 goli.
W reprezentacji Italii zagrał 20 razy. Debiutował w 1980, ostatni mecz rozegrał w 1983. Podczas MŚ 82 zagrał w pięciu meczach - w dwóch pierwszych spotkaniach Włochów w turnieju wystąpił w pełnym wymiarze czasowym, w trzech innych pojawiał się na boisku w roli rezerwowego.
W sezonie 1993/1994 został pierwszym trenerem Interu. Pod jego wodzą Nerazzurri sięgnęli po Puchar UEFA.